# 丹尼斯·布鲁图斯

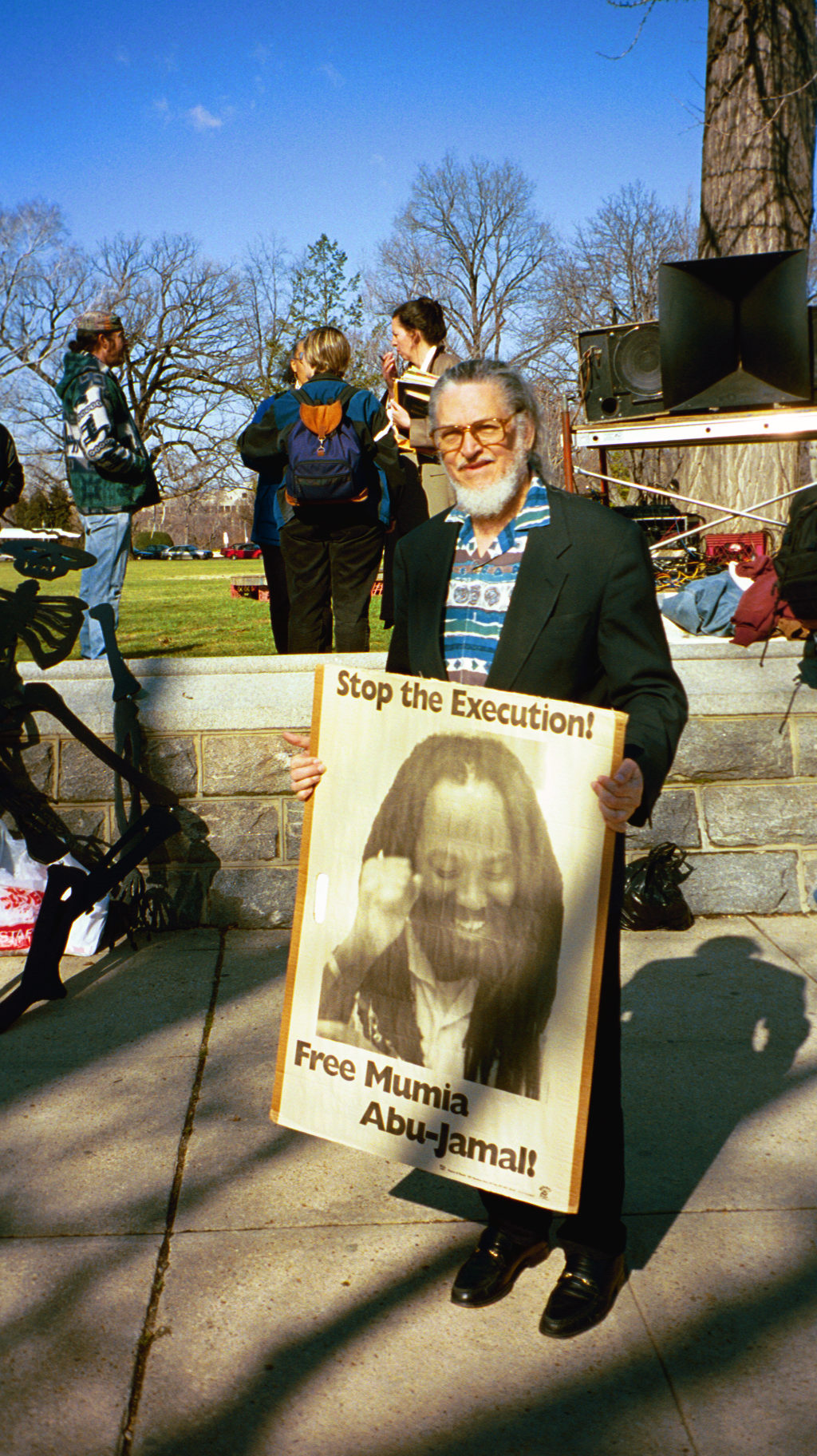
正参加一场抗议活动的丹尼斯·布鲁图斯，摄于2000年

丹尼斯·布鲁图斯（Dennis Brutus，1924年11月28日—2009年12月26日），是一名南非诗人和社会运动人士，是种族隔离的反对者。布鲁图斯出生于津巴布韦哈拉雷，在南非种族隔离时期，布鲁图斯曾因反种族隔离被捕，此后流亡英国和美国。1990年，布鲁图斯返回南非。
丹尼斯·布鲁图斯最广为人知的事迹是促使国际奥委会禁止种族隔离的南非参加奥运会。